# Janina Kurkowska-Spychajowa
Janina Kurkowska-Spychajowa (née le 8 février 1901 à Starosielce (auj. un quartier de Białystok - morte le 6 juin 1979 en Suède) est une archère polonaise, 38 fois championne du monde. Elle est l' archère la plus titrée de l'histoire des championnats du monde[réf. souhaitée]. C'est en 1931 à Lwów qu'elle remporte sa première médaille, la derniére 24 ans plus tard à Helsinki. 

## Palmarès

### Championnats du monde
- Médaille d'or à l'épreuve individuel combiné aux championnats du monde 1931 à Lwów
- Médaille d'argent à l'épreuve individuel 30m aux championnats du monde 1931 à Lwów
- Médaille d'or à l'épreuve individuel 40m aux championnats du monde 1931 à Lwów
- Médaille d'or à l'épreuve individuel 50m aux championnats du monde 1931 à Lwów
- Médaille de bronze à l'épreuve par équipe aux championnats du monde 1931 à Lwów
- Médaille d'or à l'épreuve individuel combiné aux championnats du monde 1932 à Varsovie
- Médaille d'or à l'épreuve individuel 50m aux championnats du monde 1932 à Varsovie
- Médaille d'argent à l'épreuve par équipe aux championnats du monde 1932 à Varsovie
- Médaille d'or à l'épreuve individuel combiné femme aux championnats du monde 1933 à Londres
- Médaille de bronze à l'épreuve femme 30m aux championnats du monde 1933 à Londres
- Médaille d'or à l'épreuve individuel femme 50m aux championnats du monde 1933 à Londres
- Médaille d'or à l'épreuve par équipe femme aux championnats du monde 1933 à Londres
- Médaille d'or à l'épreuve individuel combiné femme aux championnats du monde 1934 à Båstad
- Médaille d'or à l'épreuve par équipe femme aux championnats du monde 1934 à Båstad
- Médaille d'argent à l'épreuve par équipe femme aux championnats du monde 1935 à Bruxelles
- Médaille d'argent à l'épreuve individuel combiné femme championnats du monde 1935 à Bruxelles
- Médaille d'or à l'épreuve individuel combiné femme aux championnats du monde 1936 à Prague
- Médaille d'or à l'épreuve individuel triathlon longue distance femme aux championnats du monde 1936 à Prague
- Médaille d'or à l'épreuve triathlon longue distance par équipe femme aux championnats du monde 1936 à Prague
- Médaille d'or à l'épreuve individuel triathlon courte distance femme aux championnats du monde 1936 à Prague
- Médaille d'or à l'épreuve triathlon courte distance par équipe femme aux championnats du monde 1936 à Prague
- Médaille d'or à l'épreuve individuel femme 50m longue distance aux championnats du monde 1936 à Prague
- Médaille d'or à l'épreuve individuel femme 50m courte distance aux championnats du monde 1936 à Prague
- Médaille d'or à l'épreuve par équipe femme aux championnats du monde 1936 à Prague
- Médaille d'argent à l'épreuve individuel femme 25m aux championnats du monde 1936 à Prague
- Médaille de bronze à l'épreuve individuel femme 35m aux championnats du monde 1936 à Prague
- Médaille d'argent à l'épreuve individuel femme 70m aux championnats du monde 1936 à Prague
- Médaille d'argent à l'épreuve combiné femme par équipe aux championnats du monde 1937 à Paris
- Médaille d'argent à l'épreuve triathlon longue distance par équipe femme aux championnats du monde 1937 à Paris
- Médaille d'argent à l'épreuve triathlon courte distance par équipe femme aux championnats du monde 1937 à Paris
- Médaille d'argent à l'épreuve individuel femme 50m longue distance aux championnats du monde 1937 à Paris
- Médaille d'or à l'épreuve combiné femme par équipe aux championnats du monde 1938 à Londres
- Médaille d'or à l'épreuve triathlon longue distance par équipe femme aux championnats du monde 1938 à Londres
- Médaille d'or à l'épreuve individuel triathlon courte distance  femme aux championnats du monde 1938 à Londres
- Médaille d'argent à l'épreuve individuel femme 25m aux championnats du monde 1938 à Londres
- Médaille d'or à l'épreuve individuel femme 35m aux championnats du monde 1938 à Londres
- Médaille d'argent à l'épreuve individuel femme 70m aux championnats du monde 1938 à Londres
- Médaille d'argent à l'épreuve individuel femme 50m courte distance aux championnats du monde 1938 à Londres
- Médaille de bronze à l'épreuve combiné femme aux championnats du monde 1938 à Londres
- Médaille d'or à l'épreuve individuel combiné femme aux championnats du monde 1939 à Oslo
- Médaille d'or à l'épreuve triathlon longue distance individuel femme aux championnats du monde 1939 à Oslo
- Médaille d'or à l'épreuve individuel combiné femme par équipe aux championnats du monde 1939 à Oslo
- Médaille d'or à l'épreuve triathlon courte distance par équipe femme aux championnats du monde 1939 à Oslo
- Médaille d'or à l'épreuve triathlon longue distance par équipe femme aux championnats du monde 1939 à Oslo
- Médaille d'or à l'épreuve combiné femme aux championnats du monde 1947 à Prague
- Médaille d'or à l'épreuve triathlon longue distance individuel femme aux championnats du monde 1947 à Prague
- Médaille d'or à l'épreuve triathlon courte distance individuel femme aux championnats du monde 1947 à Prague
- Médaille d'or à l'épreuve individuel femme 25m aux championnats du monde 1947 à Prague
- Médaille d'or à l'épreuve individuel femme 35m aux championnats du monde 1947 à Prague
- Médaille d'or à l'épreuve individuel femme 60m aux championnats du monde 1947 à Prague
- Médaille d'or à l'épreuve individuel femme 70m aux championnats du monde 1947 à Prague
- Médaille d'or à l'épreuve individuel femme 50m courte distance aux championnats du monde 1947 à Prague
- Médaille d'or à l'épreuve individuel femme 50m longue distance aux championnats du monde 1947 à Prague
- Médaille d'or à l'épreuve individuel femme 60m aux championnats du monde 1948 à Londres
- Médaille de bronze à l'épreuve triathlon longue distance individuel femme aux championnats du monde 1948 à Londres
- Médaille d'argent à l'épreuve individuel femme 50m courte distance aux championnats du monde 1950 à Copenhague
- Médaille de bronze à l'épreuve triathlon courte distance individuel femme aux championnats du monde 1950 à Copenhague
- Médaille de bronze à l'épreuve individuel femme 25m aux championnats du monde 1950 à Copenhague
- Médaille de bronze à l'épreuve individuel femme 35m aux championnats du monde 1950 à Copenhague
- Médaille de bronze à l'épreuve individuel femme 60m aux championnats du monde 1950 à Copenhague
- Médaille de bronze à l'épreuve combiné femme par équipe aux championnats du monde 1955 à Helsinki
- Médaille de bronze à l'épreuve triathlon longue distance par équipe femme aux championnats du monde 1955 à Helsinki
- Médaille de bronze à l'épreuve triathlon courte distance par équipe femme aux championnats du monde 1955 à Helsinki